# Une nouvelle amie
Une nouvelle amie je francouzský hraný film z roku 2014, který režíroval François Ozon podle vlastního scénáře. Snímek měl světovou premiéru na Mezinárodním filmovém festivalu v Torontu dne 6. září 2014.

## Děj
Po smrti Laury, její nejlepší kamarádky, Claire upadne do deprese. Jednoho dne náhodou zjistí, že David, ovdovělý manžel její kamarádky a otec dítěte, je ve skutečnosti transvestita. Claire, zpočátku překvapená a šokovaná, nakonec souhlasí, že mu bude poslouchat a snažit se mu porozumět. Mezi Claire a Davidem se posléze vytvoří zvláštní vztah.

## Obsazení
| Romain Duris             | David / Virginia |
| Anaïs Demoustierová      | Claire           |
| Raphaël Personnaz        | Gilles           |
| Isild Le Besco           | Laura            |
| Jean-Claude Bolle-Reddat | otec Laury       |
| Aurore Clément           | matka Laury      |
| Bruno Pérard             | Eva Carlton      |
| Claudine Chatel          | chůva            |
| Anita Gillier            | zdravotní sestra |
| Alex Fondja              | ošetřovatel      |
| Zita Hanrot              | servírka         |
| Sébastien Pouderoux      | kolega Claire    |
| Anne-Laure Gruet         | kolegyně Claire  |

## Ocenění
- Mezinárodní filmový festival v San Sebastianu: Cena Sebastiane
- Cena Jacquese Préverta za scénář v kategorii adaptace (François Ozon)